# Grecja na Zimowych Igrzyskach Paraolimpijskich 2006
Reprezentacja Grecji na Zimowych Igrzyskach Paraolimpijskich 2006 liczyła 1 sportowca.

## Reprezentacja Grecji

### Narciarstwo alpejskie
- Ioannis Vlachos

## Medale

### Złote medale
brak

### Srebrne medale
brak

### Brązowe medale
brak